# Malá mořská víla (film, 1989)
Malá mořská víla (v anglickém originále The Little Mermaid) je americká animovaná filmová pohádka z roku 1989. Jedná se v pořadí o 28. animovaný film z takzvané animované klasiky Walta Disneye. Režii snímku provedli John Musker a Ron Clements. Hudbu složil Alan Menken, který za ni získal celkem dva Zlaté glóby i dva Oscary v kategoriích nejlepší hudba a nejlepší píseň.
Děj vychází z klasické pohádkové předlohy stejnojmenné pohádky Hansa Christiana Andersena, nicméně je disneovsky upraven. Mořská víla se v tomto snímku jmenuje Ariel a jde o dceru mořského krále, tedy o mořskou princeznu. V příběhu také vystupují zcela nové zvířecí postavy: krab, racek a ryba, které Ariel pomáhají. Na rozdíl od původní pohádkové předlohy má děj této filmové pohádky šťastný konec.
V roce 1992 byl původní snímek přepracován do podoby stejnojmenného televizního seriálu téhož studia (31 dílů po 30 minutách).

## Postavy
| Postava       | Původní dabing            | Český dabing     |
| ------------- | ------------------------- | ---------------- |
| Ariel         | Jodi Benson               | Jana Mařasová    |
| Eric          | Christopher Daniel Barnes | Saša Rašilov     |
| Ursula        | Pat Carroll               | Valérie Zawadská |
| Sebastián     | Samuel E. Wright          | Zdeněk Hruška    |
| Šupinka       | Jason Marin               | Jan Škvor        |
| Triton        | Kenneth Mars              | Bohumil Švarc    |
| Rudolf        | Buddy Hackett             | Radovan Vaculík  |
| Grimsby       | Ben Wright                | Dalimil Klapka   |
| Třesk a Plesk | Paddi Edwards             | Mirko Musil      |
| Louis         | René Auberjonois          | Petr Pospíchal   |